# Georges-Louis Leclerc de Buffon
Georges-Louis Leclerc, conde de Buffon (Montbard, Francia, 7 de septiembre de 1707-París, 16 de abril de 1788), fue un naturalista, botánico, biólogo, cosmólogo, matemático y escritor francés.
En 1749 se publicó el primer volumen de su obra Histoire naturelle en 44 volúmenes (aunque el último volumen se publicó en 1804, después de su muerte), en la cual Buffon pretendió compendiar todo el saber humano sobre el mundo natural. Su enfoque influyó en la enciclopedia de Denis Diderot y sus ideas también lo hicieron sobre las siguientes generaciones de naturalistas y en particular sobre Jean-Baptiste Lamarck, Georges Cuvier y Charles Darwin.

## Biografía

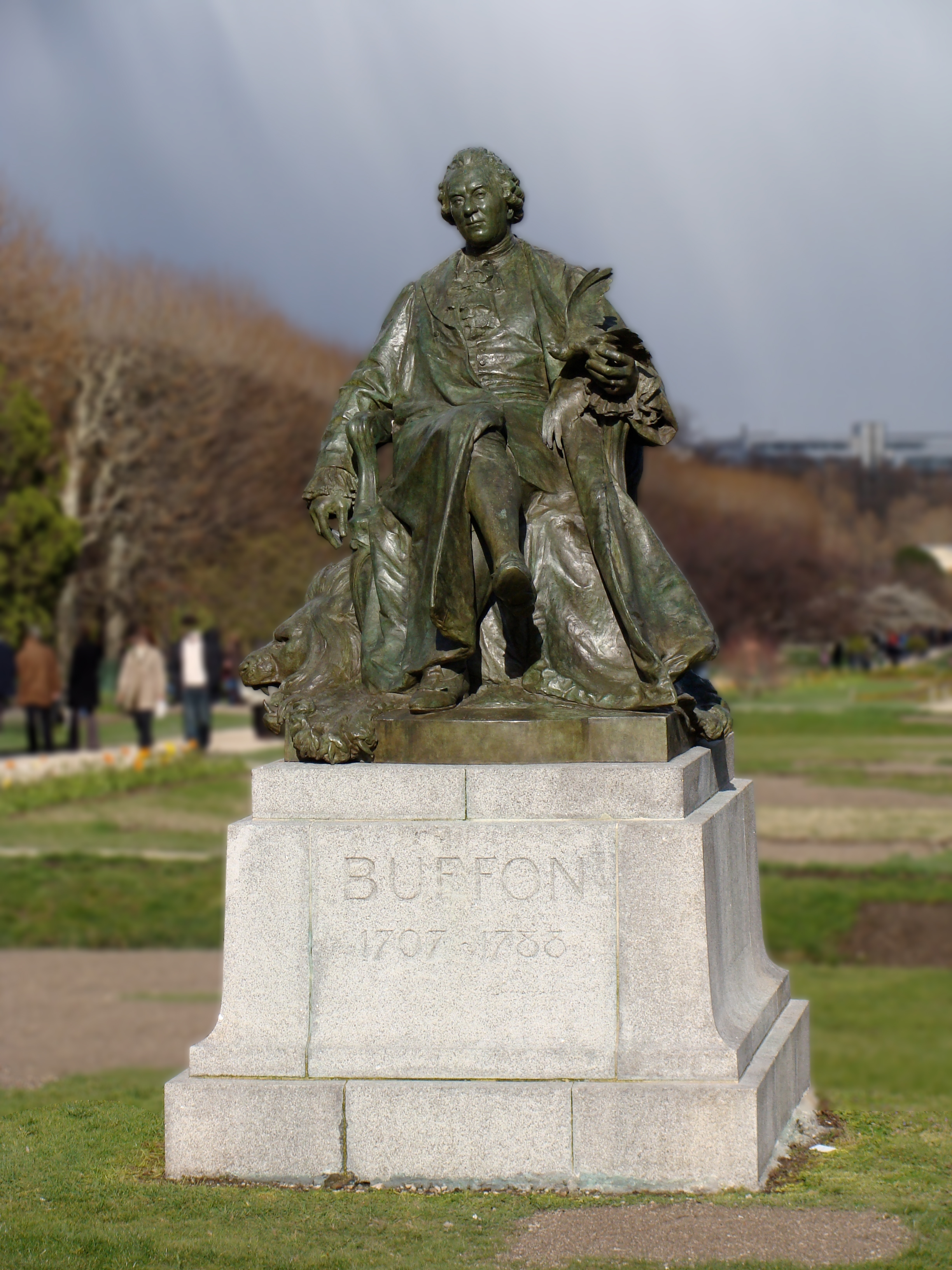
Estatua de Buffon en el Jardin des Plantes de París

Nació en Montbard, en 1707, en una familia de funcionarios. Tras estudiar en el colegio de jesuitas de Dijon de 1717 a 1723, estudió Derecho entre 1723 y 1726 también en Dijon y se licenció en Derecho en 1726. Prefiriendo las ciencias, para descontento de su familia,[cita requerida] en 1728 partió a Angers y parece que allí estudió Matemáticas, Medicina y Botánica. Leyó además a Newton,[cita requerida] pero, habiendo asesinado en duelo a un joven inglés, se vio obligado a abandonar Angers y refugiarse en Dijon. A continuación encontró a Evelyn Pierrepont, duque de Kingston, un joven aristócrata inglés que recorría Europa como viaje de licenciatura junto a su preceptor Nathaniel Hickman; entabló una estrecha amistad con él y decidió seguirlos en su periplo, que les llevó a La Rochelle, Burdeos, Toulouse, Béziers y Montpellier y luego a Italia por Turín, Milán, Génova, Florencia y Roma, aprovechando para acumular libros y teorías matemáticas.
Regresó a Dijon cuando murió su madre en 1732. A continuación fue a París para ser científico. Fue elegido miembro de la Academia de Ciencias Francesa con solo veintisiete años, en 1734, por sus contribuciones al cálculo infinitesimal y a la teoría de la probabilidad. Luego, en 1739, fue elegido director del Jardin du Roi («el Jardín del rey», hoy Jardin des Plantes) en París. Compró terreno adicional y plantas y animales para el Jardin du Roi. Entonces, contando treinta y dos años, se le pidió que hiciese una descripción metódica de las colecciones conservadas en el gabinete real, lo que impulsó su dedicación a la Historia Natural durante los cuarenta y nueve años siguientes que le quedaban de vida, distribuyendo su tiempo entre París y Montbard. Durante este periodo transformó los jardines reales en un museo y centro de investigación, ampliando considerablemente el parque con la inclusión de numerosas plantas y árboles procedentes de todo el mundo. En 1773 le fue otorgado el título de conde de Buffon. Murió en París en 1788.

## Obra
La obra más célebre de Buffon es su Historia natural, general y particular (L’Histoire Naturelle, générale et particulière, avec la description du Cabinet du Roi, 1749-1788) presentada en treinta y seis volúmenes con ocho volúmenes adicionales publicados a su muerte (por Bernard de Lacépède). Esta obra engloba el conocimiento del mundo natural hasta la fecha, excluyendo las plantas, los insectos, los peces y los moluscos. Las descripciones de animales no fueron probablemente escritas por él, ya que esas descripciones lo aburrían y las confiaba a menudo a sus colaboradores: se reservaba para sí las grandes visiones de conjunto y las hipótesis acerca de la estructura del mundo y de la organización gradual y las transformaciones sucesivas de la materia inanimada o viviente. El verdadero Buffon debe buscarse en las Épocas de la Naturaleza.

### Historia de la Tierra
Buffon expuso sus ideas sobre Geología en Historia y teoría de la tierra, publicada en 1744, un tratado que venía a constituir el principio de su Historia natural. Este discurso, no muy extenso, va seguido de Pruebas distribuidas en diecinueve artículos que constituyen una especie de expediente justificativo, ya que Buffon distingue entre teoría (historia donde solo figuran hechos demostrados y debidamente comprobados) y sistema (hipótesis incomprobable acerca de los orígenes). Él pretende escribir solamente teoría. En cuanto a materia geológica, el desorden de la tierra es solo aparente, ya que la tierra se deposita en forma de estratos; atribuye esta estratificación a la obra del agua, tanto la del mar como la del cielo, que, por medio de la erosión, deshace el orden estratificado por el agua marina. Esta explicación, que atribuye las modificaciones del paisaje a la obra exclusiva del agua, es llamada neptunismo. Pero a partir de 1745, fecha en que está datada la primera de las Pruebas, añade a esta explicación la formación por el fuego, hipótesis llamada plutoniana o plutonismo. Más tarde reconoció que el fuego era el agente principal de las trasformaciones geológicas y desarrolló magníficamente esa hipótesis en sus Époques de la Nature (1778).

### Les époques de la Nature
Cuando Buffon publicó Les époques de la Nature (1778) contaba ya setenta y un años, por lo que constituye su testamento intelectual y una síntesis de todos sus trabajos. En la introducción afirma que quiere anotar los cambios sucesivos de la Naturaleza. Establece siete épocas según los hechos, los monumentos y las tradiciones:
- En la primera, la materia del globo se hallaba derretida por el fuego y la Tierra adquiría su forma, se elevaba en el Ecuador y se achataba por los polos a causa del movimiento de rotación.
- En la segunda, la materia se hallaba consolidada ya formando grandes masas de materias vitrescibles.
- En la tercera, el mar, que cubría la tierra actualmente habitada, alimentaba a los animales provistos de concha o moluscos, cuyos despojos han formado las substancias calcáreas.
- En la cuarta se produjo la retirada de los mares que cubrían los continentes.
- En la quinta, los elefantes, hipopótamos y otros animales del trópico habitaron las tierras del ártico.
- En la sexta, se separaron los dos continentes y apareció el hombre.
- En la séptima época, el hombre se desarrolló.

Soslaya los tropiezos que le ofrecían los textos religiosos afirmando que la interpretación del Génesis no debe ser literal y los siete días de que habla Moisés son precisamente las siete épocas por él descubiertas.

«La verdadera gloria del hombre es la ciencia, y la paz su verdadera felicidad».

### Biología
- En embriología, Buffon defendió una teoría epigenetista. Frente al preformacionismo dominante en la época, Buffon postuló la existencia de «moléculas orgánicas», entidades primitivas e incorruptibles que constituirían a todos los seres vivos, uniéndose por «intususcepción» a lo largo de la embriogénesis.
- En cuanto a su concepción del organismo, en su Discours sur la Nature des Animaux Buffon distingue entre las partes animal y vegetal de los animales, una distinción que sería más tarde desarrollada por Xavier Bichat y Georges Cuvier: las funciones vegetativas u orgánicas están siempre actuando y son realizadas por los órganos internos, de los cuales el corazón es el órgano principal; las funciones animales son realizadas por las partes externas (los órganos de los sentidos y las extremidades). Así, podría decirse que un animal es un complejo de órganos que cumplen todas las funciones vegetativas (asimilación, crecimiento y reproducción) cubierto por un envoltorio formado por las extremidades, los órganos de los sentidos, los nervios y el cerebro, que sería el centro de este envoltorio. Los animales pueden diferir los unos de los otros en sus partes externas, sin mostrar grandes diferencias en la ordenación de su partes internas. Sin embargo, si los órganos internos cambian, las partes externas cambiarán infinitamente.[7]
- Buffon es uno de los grandes exponentes de la idea de scala naturae. Así, Buffon ordena a los seres orgánicos de manera gradual, si bien la gradación no es de tipo morfológico, sino funcional.[8]
- Buffon fue también un firme creyente en la unidad del plan estructural de los vertebrados. Por vez primera, y aunque sea a modo de hipótesis, se explica la unidad de plan por unidad de origen.[9]
- Buffon rechaza la objetividad de la sistemática, especialmente la linneana, a la que considera totalmente artificial. Sin embargo, propone un concepto de especie muy próximo al concepto biológico moderno, fundamentado en la permanencia de los caracteres a lo largo de las generaciones y en la imposibilidad de obtener descendientes fecundos entre dos especies diferentes. En opinión de Buffon, los vacíos entre especies son la única discontinuidad mostrada por la Naturaleza.
- El transformismo de Buffon está limitado al interior de las especies. Si bien Buffon especula sobre la posibilidad de un tipo original de donde habrían descendido el resto de los animales mediante transformaciones morfológicas:

Podremos también decir que el hombre y mono, como caballo y asno, tienen un origen común; que en toda familia, tanto animal como vegetal hay un único tronco, e incluso que todos los animales proceden de uno solo que con el paso del tiempo, al ir perfeccionándose o degenerando, ha dado origen a todas las demás razas animales.

Finalmente rechaza esta hipótesis basándose en la constancia de las especies y la infertilidad de los híbridos:

¡Pero no! Por la revelación sabemos con certeza que todos los animales son igualmente consecuencia del acto de creación; que la primera pareja de cada género y de todos los géneros salió en su total perfección de las manos del creador. Y debemos creer que entonces eran casi iguales a como se nos presentan hoy en día en sus descendientes.

La tesis de que Buffon era un evolucionista convencido de que corrigió sus opiniones por miedo a la Iglesia, no es aceptada ya por ninguno de los expertos en la obra de Buffon. Como señala Russell, Buffon refuta la posibilidad transformista apelando a criterios racionales y no a un acto de fe: ¿Cómo podría suceder que dos individuos «degenerasen» en la misma dirección? ¿Cómo es que no encontramos enlaces intermedios entre las especies? Para Buffon, las «degeneraciones» han podido afectar tan solo al tipo original de una especie por influencia especialmente del clima. No obstante, su cuestionamiento de la constancia absoluta de la especie, sus reflexiones sobre la historia de la Tierra, la fecundidad de los híbridos, el papel del medio y la biogeografía, abrirá la vía a la biología lamarckiana.
- En anatomía comparada, su obra no destaca por sus observaciones detalladas, pero ofrece un programa de investigación que demostrará una fuerte influencia. Por un lado, insiste en la importancia del estudio de las estructuras internas (y no solo de la morfología externa) para la comprensión del funcionamiento de los organismos. Este proyecto será puesto en marcha por Louis Jean Marie Daubenton y Vicq d'Azyr y conducirá a la gran síntesis de Georges Cuvier. Por otro lado, Buffon, desconfiando de la causalidad final, tiende a adoptar un enfoque puramente morfológico, considerando las formas independientemente de su función. Esta vía conducirá a los trabajos de Johann Wolfgang von Goethe y Étienne Geoffroy Saint-Hilaire.[13]

No obstante, las ideas de Buffon no estuvieron exentas de controversia. En particular su larga disputa con Thomas Jefferson y otros estudiosos norteamericanos al estar él convencido de que en América prevalecía un estado de evolución retardada tanto para las plantas y animales como para los indígenas. También sostuvo una curiosa polémica por correspondencia con Lord Monboddo, quien, en contra de la opinión de Buffon, insistía en la cercanía del parentesco de hombres y simios.

### Astronomía
En Les époques de la nature (1778) Buffon estudia el origen del Sistema Solar, sugiriendo que los planetas podrían haberse formado por la colisión sucesiva de cometas contra el Sol.

### Geología
También sugirió que la edad de la Tierra era muy superior a la que algunos teólogos cristianos creyeron deducir de la Biblia (el primero que hizo un cálculo fue James Ussher, en "Annals of the Old Testament" (1650), concretando su origen en el 4004 a. C.) Basándose en el ritmo del hierro, calculó que la edad de la Tierra era al menos de 50.000 años. Estas aseveraciones no gustaron a algunos teólogos de la Facultad de Teología de la Sorbona, quienes le enviaron el 15 de enero de 1751 una carta exigiéndole retractarse. Para evitarse problemas, se disculpó por carta, explicando que había sido una "pura suposición filosófica". Esta carta y la de la Sorbona las incluyó en 1753 al inicio del cuarto volumen de su Histoire Naturelle. Prosiguió sus investigaciones afinando sus cálculos y llegando a una cifra para la edad de la Tierra de 75.000 años, y publicó sus resultados en edad avanzada ya sin temor a las censuras eclesiásticas. Aun así el Conde de Buffon se mostraba partidario de una edad mayor, incluso hasta los 168.000 años, basándose en el impreciso registro fósil.

### Matemática
En matemática Buffon es recordado por su teoría de la probabilidad y el problema clásico de la aguja de Buffon, planteado en 1733 y reproducido por él mismo ya resuelto en 1757. Se trata de lanzar una aguja sobre un papel en el que se han trazado rectas paralelas distanciadas entre sí de manera uniforme. Se puede demostrar que si la distancia entre las rectas es igual a la longitud de la aguja, la probabilidad de que la aguja cruce alguna de las líneas es de {\displaystyle 2/\pi }.

### Literatura
Sobre literatura Buffon escribió un ensayo, el Discurso sobre el estilo, compuesto para su ingreso en la Academia Francesa, para la que fue elegido sin que presentase su candidatura. Elogia las cualidades intelectuales del estilo: unidad, plan, claridad. Distingue el estilo del orador, que es elocuente y pretende animar las pasiones, del escritor que se dirige al espíritu, para el cual el estilo debe ser «el orden y el movimiento en el pensar». El orden interesa por encima de todo y siempre hay que seguir algún plan o método; incluso parece que el movimiento mismo nace del orden, y hay que evitar todo cuanto sea búsqueda o afectación, eligiendo las expresiones con delicadeza y gusto y desechando los tecnicismos, ajustando a la naturaleza del asunto el tono. 

«Escribir bien es a la vez pensar bien, sentir bien y expresarse bien; es poseer a la vez ingenio, alma y gusto». Solo el estilo puede salvar una obra del olvido, porque los conocimientos y los descubrimientos se transportan con facilidad: «Estas cosas están fuera del hombre, pero el estilo es el hombre mismo: el estilo no puede robarse ni transportarse».

### Algunas publicaciones
- Histoire naturelle, générale et particulière, avec la description du Cabinet du Roy, comprendiendo a:
  - De la manière d’étudier l’histoire naturelle, seguida de la Théorie de la Terre, 1749
  - Histoire générale des animaux, 1749
  - Histoire naturelle de l’homme, 1749
  - Les quadrupèdes, 1753-1767
  - Histoire naturelle des oiseaux, 1770-1783
  - Histoire naturelle des minéraux, 1783-1788, conteniendo el Traité de l’aimant et de ses usages
  - Les suppléments, 1774 - 1789, dont les Époques de la nature, à partir de 1778
- Discours sur le style, discurso pronunciado en la Académie française la jornada de su recepción, el 25 de agosto de 1753
- Mémoires de mathématique et de physique, tirés des registres de l’Académie Royale des Sciences:
  - De la cause de l’excentricité des couches ligneuses qu’on apperçoit quand on coupe horizontalement le Tronc d’un Arbre ; de l’inégalité d’épaisseur, & du différent nombre de ces couches, tant dans le bois formé que dans l’aubier, 1737
  - Des différents effets que produisent sur les Végétaux, les grandes gelées d’Hiver & les petites gelées du Printemp, 1737
  - Moyen facile d’augmenter la solidité, la force et la durée du bois, 1738
  - Mémoire sur la conservation et le rétablissement des forests, 1739
  - Expériences sur la force du bois, 1740
  - Expériences sur la force du bois, 1741
  - Dissertation sur les couleurs accidentelles, 1743
  - Mémoire sur la culture des forests, 1745
  - Réflexions sur la loi de l’attraction, 1745
  - Addition au mémoire qui a pour titre: Réflexions sur la Loi de l’Attraction, 1745
  - Seconde Addition au Mémoire qui a pour titre: Réflexions sur la Loi de l’Attraction, 1745
  - Invention des miroirs ardens, pour brusler à une grande distance, 1747
  - Découverte de la liqueur séminale dans les femelles vivipares et du réservoir qui la contient, 1748
  - Nouvelle invention de miroirs ardens, 1748
- Traducciones
  - Stephan Hales, La Statique des végétaux, 1735
  - Isaac Newton, La Méthode des fluxions et des suites infinies, 1740

## Nomenclatura astronómica
- El cráter lunar Buffon lleva este nombre en su honor.[16]
- El asteroide (7420) Buffon también conmemora su nombre.[17]